# Sooretama
Sooretama é um município brasileiro no estado do Espírito Santo, Região Sudeste do país. Localiza-se na região central do estado, a 119 km da capital capixaba, Vitória. Ocupa uma área de 587,036 km², sendo que 4,8 km² estão em perímetro urbano, e sua população foi estimada em 26,502 habitantes em 2022.
A área que corresponde à atual cidade começou a ser povoada na década de 1940, vindo a se tornar um distrito pertencente a Linhares posteriormente. Sua emancipação ocorreu em 1994, mediante um plebiscito cujo resultado mostrou que a população era favorável ao novo município. As principais fontes de renda são a cafeicultura, presente em 90% das propriedades rurais, a pecuária, a indústria e a prestação de serviços.
O município leva o nome da Reserva Biológica de Sooretama, que ocupa cerca de metade de seu território e é reconhecida como reserva da biosfera pela UNESCO. Trata-se da principal reserva de Mata Atlântica do Espírito Santo. Outro atrativo natural de Sooretama, na divisa com Linhares, é a Lagoa Juparanã, que é uma das maiores lagoas do Brasil em quantidade de água doce.

## Topônimo
O nome recebido pelo município, "Sooretama", é uma homenagem à reserva biológica homônima e provém da língua tupi, significando refúgio de animais silvestres.

## História
O povoamento que corresponde à atual cidade começou a surgir na década de 1940, quando era conhecido como "Córrego Manoel Alves", em referência a um manancial que existia na localidade. Posteriormente, passou a ser chamado de "Córrego-d'Água", por ter sido um dos únicos córregos que não secaram durante uma seca ocorrida na década de 50. Esse povoado veio a se tornar um distrito subordinado a Linhares.
Os movimentos a favor da emancipação do então distrito tiveram início na década de 1980, culminando em dois plebiscitos para consultar a população se desejavam ou não o desmembramento, em 1990. As duas votações foram invalidadas devido ao número insuficiente de participantes, porém foi realizada uma terceira consulta em 13 de março de 1994. Dessa vez, foi definido que o resultado seria validado independentemente da quantidade de votantes. Assim, a maioria dos que participaram foram a favor da criação do novo município, o que foi oficializado pela lei nº 4.593 de 30 de março daquele mesmo ano. O aniversário da cidade passou a ser comemorado em 31 de março.

## Geografia
A área do município, segundo o Instituto Brasileiro de Geografia e Estatística (IBGE), é de 587,036 km², sendo que 4,813 km² constituem a zona urbana. Situa-se a 19°11'49" de latitude sul e 40°05'52" de longitude oeste e está a uma distância de 119 quilômetros a noroeste da capital capixaba. Seus municípios limítrofes são Jaguaré, Linhares, Rio Bananal e Vila Valério.
De acordo com a divisão regional vigente desde 2017, instituída pelo IBGE, o município pertence às Regiões Geográficas Intermediária de São Mateus e Imediata de Linhares. Até então, com a vigência das divisões em microrregiões e mesorregiões, fazia parte da microrregião de Linhares, que por sua vez estava incluída na mesorregião do Litoral Norte Espírito-Santense.

### Relevo e meio ambiente

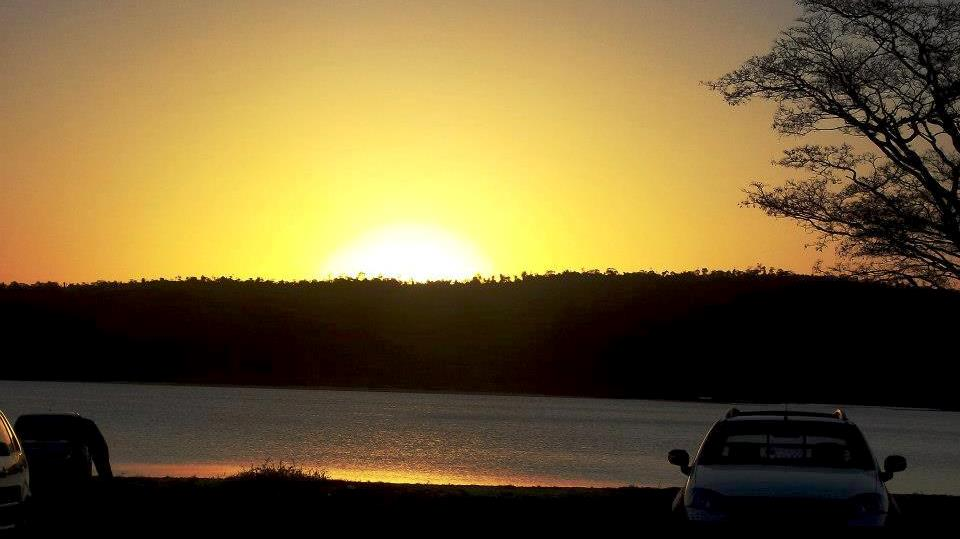
Pôr do sol na Lagoa Juparanã em Sooretama

O relevo de Sooretama é consideravelmente dominado por planícies, com a cidade localizada a uma altitude de 30 metros acima do nível do mar. A cobertura de Mata Atlântica nativa abrangia 45,4% do território municipal em 2013, porcentagem superior à de outras formas de usos do solo. No mesmo ano, as plantações de café ocupavam 17% do total, as pastagens 13,1%, a monocultura de eucalipto 6,5% e matas nativas em estágio de recuperação 3,2%.
A maior parte dos remanescentes de Mata Atlântica de Sooretama são representados pela Reserva Biológica de Sooretama, que é administrada pelo Instituto Chico Mendes de Conservação da Biodiversidade (ICMBio) e reconhecida como reserva da biosfera pela UNESCO. A unidade de conservação foi criada em 1941, sendo instituída como reserva biológica em 1982, e abrange cerca de metade do território do município em sua faixa norte. A área de administração da unidade de conservação é de 28 mil hectares (h), porém faz parte de uma área preservada contínua de cerca de 50 mil hectares que também abrange a Reserva Natural de Linhares e outras duas reservas particulares do patrimônio natural (RPPNs). Em conjunto constituem a principal reserva de Mata Atlântica do Espírito Santo.
Em 2017, 18,8% das propriedades rurais também contavam com florestas destinadas à preservação permanente ou reservas e mais de 10,5% possuíam florestas plantadas em 2017. Sooretama integra a "bacia hidrográfica do rio Barra Seca e foz do rio Doce", que por sua vez faz parte da bacia do rio Doce. Os principais mananciais em seu território são os rios Barra Seca e São José e os córregos Cupido, Chumbado, Calçado e Juerana. Outro corpo de água representativo é a Lagoa Juparanã, na divisa com Linhares, que é uma das maiores lagoas do Brasil em quantidade de água doce.

### Clima
O clima sooretamense é caracterizado, segundo o IBGE, como tropical quente úmido (tipo Aw segundo Köppen), com diminuição de chuvas no inverno e temperatura média anual em torno dos 24 °C, tendo invernos amenos e verões chuvosos com temperaturas altas. O mês mais quente, fevereiro, tem temperatura média de 27 °C, enquanto que o mês mais frio, julho, possui média de 21,6 °C. Outono e primavera são estações de transição. O índice pluviométrico anual é de aproximadamente 1 260 mm, sendo junho o mês mais seco e novembro o mais chuvoso. De acordo com o Instituto Nacional de Pesquisas Espaciais (INPE), Sooretama é o 69º colocado no ranking de ocorrências de descargas elétricas no estado do Espírito Santo, ou seja, o décimo menor lugar, com uma média anual de 1,1978 raios por quilômetro quadrado.
| Dados climatológicos para Sooretama | Dados climatológicos para Sooretama | Dados climatológicos para Sooretama | Dados climatológicos para Sooretama | Dados climatológicos para Sooretama | Dados climatológicos para Sooretama | Dados climatológicos para Sooretama | Dados climatológicos para Sooretama | Dados climatológicos para Sooretama | Dados climatológicos para Sooretama | Dados climatológicos para Sooretama | Dados climatológicos para Sooretama | Dados climatológicos para Sooretama | Dados climatológicos para Sooretama |
| Mês | Jan                                 | Fev                                 | Mar                                 | Abr                                 | Mai                                 | Jun                                 | Jul                                 | Ago                                 | Set                                 | Out                                 | Nov                                 | Dez                                 | Ano                                 |
| --- | ----------------------------------- | ----------------------------------- | ----------------------------------- | ----------------------------------- | ----------------------------------- | ----------------------------------- | ----------------------------------- | ----------------------------------- | ----------------------------------- | ----------------------------------- | ----------------------------------- | ----------------------------------- | ----------------------------------- |
| Temperatura máxima média (°C) | 31,9                                | 32,4                                | 32,2                                | 30,5                                | 29,1                                | 27,7                                | 27,3                                | 27,4                                | 28                                  | 29,1                                | 29,7                                | 30,9                                | 29,7                                |
| Temperatura média (°C) | 26,3                                | 26,7                                | 26,4                                | 25,1                                | 23,6                                | 22,2                                | 21,6                                | 21,8                                | 22,6                                | 23,9                                | 24,7                                | 25,7                                | 24,2                                |
| Temperatura mínima média (°C) | 22                                  | 22,2                                | 21,9                                | 20,7                                | 19,2                                | 17,8                                | 17,3                                | 17,4                                | 18,2                                | 19,6                                | 20,6                                | 21,7                                | 19,9                                |
| Precipitação (mm) | 159,1                               | 91,2                                | 131,3                               | 99                                  | 46,6                                | 35                                  | 55,8                                | 50,6                                | 53,7                                | 114,4                               | 215,4                               | 205,5                               | 1 257,6                             |
| Umidade relativa (%) | 78                                  | 77                                  | 79                                  | 80                                  | 78                                  | 79                                  | 78                                  | 75                                  | 72                                  | 73                                  | 78                                  | 79                                  | 77                                  |
| Fonte: Instituto Capixaba de Pesquisa, Assistência Técnica e Extensão Rural (Incaper): temperaturas e precipitação; Climate-Data.org: umidade relativa |                                     |                                     |                                     |                                     |                                     |                                     |                                     |                                     |                                     |                                     |                                     |                                     |                                     |

## Demografia
Em 2010, a população do município foi contada pelo Instituto Brasileiro de Geografia e Estatística (IBGE) em 23 843 habitantes. Segundo o censo daquele ano, 12 133 habitantes eram homens (50,89% do total) e 11 710 habitantes mulheres (49,11%). Ainda segundo o mesmo censo, 16 873 habitantes viviam na zona urbana (70,77%) e 6 970 na zona rural (29,23%). Da população total em 2010, 7 082 habitantes (29,7%) tinham menos de 15 anos de idade, 15 621 habitantes (65,52%) tinham de 15 a 64 anos e 1 140 pessoas (4,78%) possuíam mais de 65 anos, sendo que a esperança de vida ao nascer era de 73,10 anos.
Segundo o censo do IBGE de 2010, 4,3% das crianças de 10 a 13 anos trabalhavam no município, sendo 6,3% dos meninos dessa faixa etária e 2,3% das meninas. Na faixa entre 14 e 15 anos a porcentagem sobe para 22,6%. Os setores que mais empregam esses grupos de idade são a agropecuária e o comércio. No mesmo ano, a população sooretamense era composta por 14 647 pardos (61,43% do total), 6 581 brancos (27,6%), 2 328 negros (9,76%), 275 amarelos (1,16%) e onze indígenas (0,05%). Quanto às religiões, 14 184 são católicos (59,49%), 7 095 evangélicos (29,63%), 225 Testemunhas de Jeová (0,94%), 2 177 pessoas sem religião (9,13%) e os 0,81% restantes possuíam outras religiões além dessas ou não tinham religiosidade definida.

## Economia

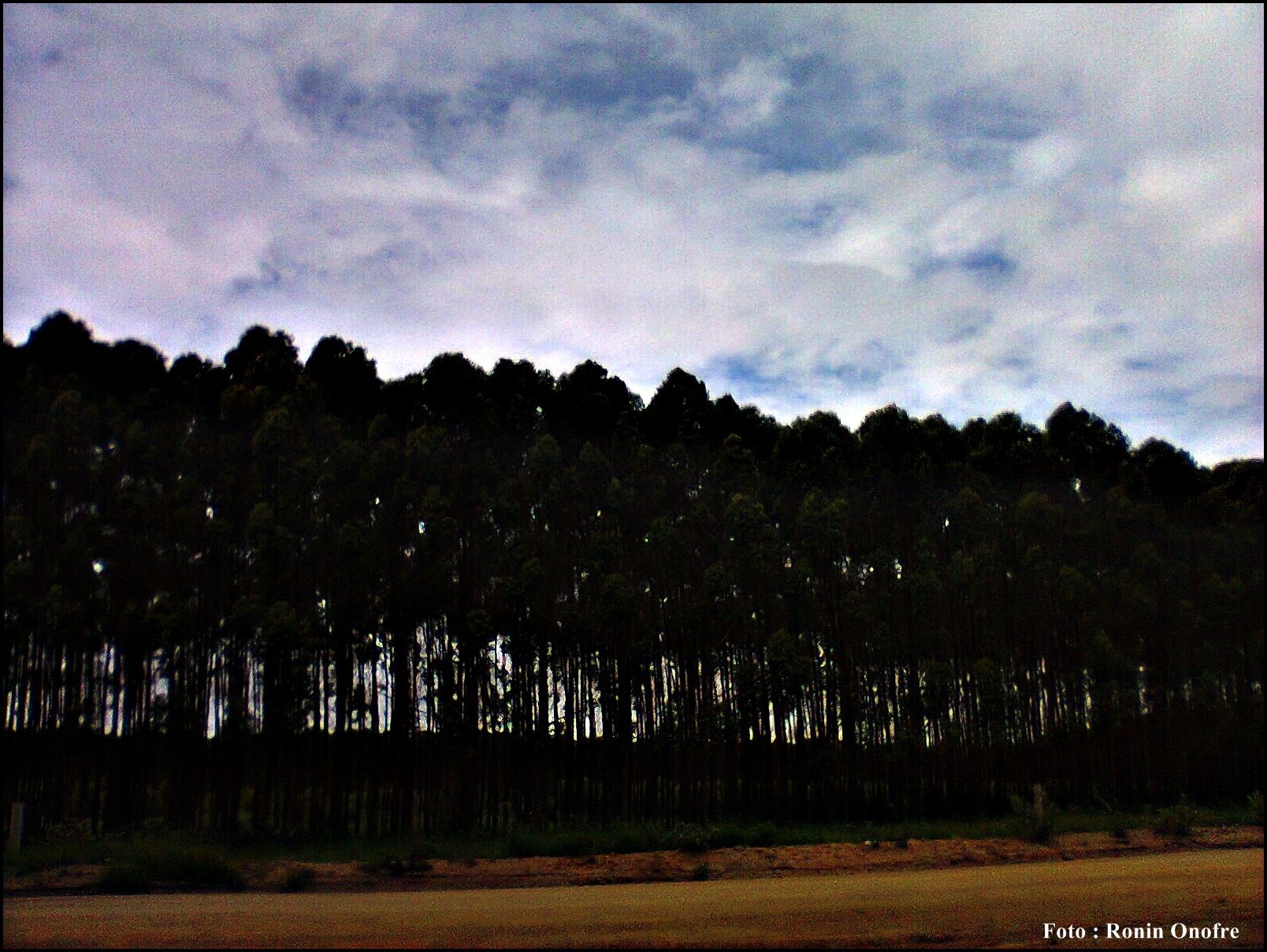
Cultivo de eucalipto em Sooretama

O Produto Interno Bruto (PIB) de Sooretama tem seu rendimento concentrado nos setores secundário e terciário da macroeconomia, mas com participação significativa da agropecuária. De acordo com dados do IBGE, relativos a 2019, o PIB do município era de R$ 521 734,91 mil. 52 133,75 mil eram de impostos sobre produtos líquidos de subsídios a preços correntes e o PIB per capita era de R$ 17 350,68. Em 2010, 72,86% da população maior de 18 anos era economicamente ativa, enquanto que a taxa de desocupação era de 9,68%.
A pecuária e a agricultura acrescentavam 54 712,24 mil reais na economia de Sooretama em 2019, ao mesmo tempo de representarem o segundo setor que mais emprega no município, atrás apenas da administração pública. A renda do setor primário se deve sobretudo ao café, que está presente em cerca de 90% das propriedades rurais. A maior parte da produção cafeeira é comercializada em Linhares em grãos beneficiados. Outros cultivos permanentes que se sobressaem são a pimenta do reino, o maracujá, o mamão, a banana, o coco e a seringueira para produção de borracha. Os cultivos temporários mais representativos, por sua vez, são a mandioca e o milho, porém ambos são destinados principalmente para a subsistência. Com relação à pecuária, destaca-se a bovinocultura de corte e a avicultura de abate e postura.
A monocultura do eucalipto ocorre em Sooretama sobretudo para abastecer fábricas de celulose, ao que se destina cerca de 80% da quantidade de madeira em toras produzida. Enquanto isso, a indústria acrescentava 115 576,19 mil reais do PIB municipal em 2019. A maior parte dos trabalhadores do setor industrial estão empregados na indústria de transformação, sendo expressiva a presença de indústrias de couro, borracha natural e móveis. Há de se destacar a filial da Itatiaia Móveis, que possui no município uma fábrica de eletrodomésticos responsável por centenas de empregos diretos e indiretos.
Em 2019, 156 151,31 mil reais do PIB municipal eram do valor adicionado bruto do setor de serviços e 143 161,41 mil reais do valor adicionado da administração pública. O fluxo comercial é expresso na presença de estabelecimentos de gêneros variados, como supermercados, açougues, farmácias, papelarias, bares, padarias, restaurantes, lanchonetes, postos de combustíveis, sapatarias e confecções. Embora o turismo não esteja entre as principais fontes de renda, a presença de bens naturais de interesse atrai visitantes, em especial a Reserva Biológica de Sooretama e a Lagoa Juparanã.

## Infraestrutura

### Saúde e educação
A rede de saúde de Sooretama inclui cinco postos de saúde, segundo informações de 2018. Em 2020, foram registrados 179 óbitos por morbidades, dentre os quais as doenças do sistema circulatório representaram a maior causa de mortes (19,55%), seguida pelas doenças infecciosas e parasitárias (16,75%). Ao mesmo tempo, foram registrados 450 nascidos vivos, sendo que o índice de mortalidade infantil no mesmo ano foi de 17,78 óbitos de crianças menores de um ano de idade a cada mil nascidos vivos. Cabe ressaltar que 1,15% das meninas de 10 a 14 anos tiveram filhos em 2017.
Em 2010, 94,67% das crianças com faixa etária entre cinco e seis anos estavam matriculadas na educação infantil, ao mesmo tempo que 84,44% da população de 11 a 13 anos cursavam as séries finais do ensino fundamental. Contudo, da população de 15 a 17 anos, 49,52% haviam finalizado o ensino fundamental, enquanto 33,91% dos residentes de 18 e 20 anos tinham terminado o ensino médio. Os habitantes tinham uma expectativa média de 8,69 anos de estudo, enquanto 18,97% das pessoas com 25 anos de idade ou mais eram analfabetas. Dentre essa faixa etária, 32,92% tinham completado o ensino fundamental, 19,15% o ensino médio e 4,87% o ensino superior. Já em 2021, havia 6 607 matrículas nas instituições de educação infantil e ensinos fundamental e médio da cidade.
| Ensino pré-escolar | 1 564 | 122 | 9  |
| Ensino fundamental | 4 030 | 212 | 13 |
| Ensino médio       | 1 013 | 47  | 2  |

### Habitação e transporte
No ano de 2010, a cidade tinha 6 950 domicílios particulares permanentes. Desse total, 6 749 eram casas, 165 eram apartamentos, 32 eram habitações em casa de cômodos ou cortiços e quatro eram casas de vila ou em condomínio. Do total de domicílios, 4 679 são imóveis próprios (4 642 já quitados e 37 em aquisição), 1 050 foram alugados, 1 192 foram cedidos (744 cedidos por empregador e 448 cedidos de outra forma) e 29 foram ocupados sob outra condição. No mesmo ano, 5 043 domicílios eram atendidos pela rede geral de abastecimento de água (72,56% do total), em 1 704 (24,52% deles) o abastecimento de água era feito por meio de poços e/ou nascentes na própria propriedade, em 175 (2,52%) por meio de poços e/ou nascentes de outras propriedades e os demais se abasteciam de outras formas.
Também em 2010, 6 910 (99,42%) possuíam abastecimento de energia elétrica; 6 704 domicílios (96,46% do total) possuíam banheiros para uso exclusivo das residências; e 4 425 (63,67% deles) eram atendidos pelo serviço de coleta de lixo. O código de área (DDD) é 027 e o Código de Endereçamento Postal (CEP) da cidade vai de 29927-000 a 29929-999. O serviço postal é atendido por duas agências da Empresa Brasileira de Correios e Telégrafos.
A frota municipal no ano de 2021 era de 10 509 veículos, sendo 4 359 automóveis, 3 355 motocicletas, 1 038 caminhonetes, 597 motonetas, 454 caminhões, 280 reboques, 161 caminhonetas, 85 ônibus, 47 semirreboques, 46 caminhões-trator, 41 utilitários, 28 micro-ônibus, 12 tratores de rodas, três ciclomotores e três triciclos. O principal acesso à cidade é feito por meio da BR-101, que corta o território municipal e permite ligação direta até a capital do Espírito Santo, Vitória. Outras rodovias que atendem o município são a ES-356, que o liga a Marilândia e a outras localidades da região, e a ES-358, que conecta a região de Sooretama a Vila Valério, dentre outras cidades.